# 小野寺麻衣
小野寺 麻衣（おのでら まい、1975年11月9日 - ）は、日本テレビに在籍していたアナウンサー。身長162cm、血液型はB型。かつてセント・フォースに所属していた。

## 略歴
- 東京都世田谷区出身。
- 日本テレビ入社前はセント・フォースに所属していた。
- 3歳から小学4年生まで、サンフランシスコやヒューストンへの在住経験がある。また高校時代にはシカゴに住んでいた。
- アメリカ合衆国イリノイ州ディアフィールド高校卒業（元フジテレビアナウンサーの内田恭子と同じ学校）。
- 慶應義塾大学文学部卒業。
- 1995年ミス慶應コンテストに出場するも落選。
- 1998年3月から約半年、学生キャスターとして『早起き!チェック』（テレビ朝日）に出演し、月曜・火曜のCNNコーナーを担当。
- 2000年、日本テレビ入社。
- 2006年1月、読売ジャイアンツの高橋由伸と結婚。
- 同年3月31日をもって日本テレビ退社。以後、番組出演は『いつみても波瀾万丈』のアシスタントのみとなる（2008年9月28日終了）。
- 2008年、東芝のテレビCMに出演。
- 2008年9月18日、第1子となる長女を出産。
- 2012年4月27日、第2子となる次女を出産。

## 出演
- NNNニューススポット・天気
- スーパースポーツ24
- ジパングあさ6（天気担当 2000年10月 - 2001年3月）
- TVおじゃマンボウ（マンボウ探偵団 2001年4月 - 2006年3月）
- 正義の味方（ボス役 2001年4月 - 2001年9月）
- ブラウンさん（アシスタント 2001年4月 - 2002年3月）
- 日本のミカタ（アシスタント 2001年10月 - 2002年3月）
- 峰竜太のホンの昼メシ前（通販コーナー 2001年10月 - 2002年3月）
- BS11PM（2代目アシスタント 2002年4月 - 2003年12月）
- いつみても波瀾万丈（アシスタント 2002年 - 2008年9月）
- 汐留スタイル!（火曜日 2003年3月 - 2005年3月）
- さきどり!Navi（アシスタント 2003年10月 - 2004年9月）
- あさ天サタデー（メインキャスター 2005年1月 - 2006年3月）
- 汐留イベント部（初代部次長役 2005年10月 - 2006年4月）

## エピソード
- 後輩の西尾由佳理が現夫である高橋由伸に好意を寄せていた時期があり、「好きだって伝えてください」と頼まれたことがある[1]。
- セント・フォース所属のタレント・小野寺結衣は実妹。

## 同期アナウンサー
- 田辺研一郎
- 斉藤まりあ
- 山下美穂子